# Chvojenec
Chvojenec är en ort i Tjeckien.   Den ligger i regionen Pardubice, i den centrala delen av landet, 110 km öster om huvudstaden Prag. Chvojenec ligger 246 meter över havet och antalet invånare är 619.
Terrängen runt Chvojenec är platt.Runt Chvojenec är det ganska tätbefolkat, med 70 invånare per kvadratkilometer. Närmaste större samhälle är Hradec Králové, 13,3 km nordväst om Chvojenec. Trakten runt Chvojenec består till största delen av jordbruksmark.